# Boeckosimus abyssi
Boeckosimus abyssi is een vlokreeftensoort uit de familie van de Lysianassidae. De wetenschappelijke naam van de soort is voor het eerst geldig gepubliceerd in 1959 door Oldwig.